# Валяк и цигулка
Валяк и цигулка (на руски: Каток и скрипка) е късометражен филм на руския (съветски) режисьор Андрей Тарковски, заснет през 1960 г.

## Сюжет
Внимание:  Текстът по-долу разкрива сюжета на произведението (или части от него)!
Саша е малко момче от Москва. Сред група работници, асфалтиращи площадката пред кооперацията, в която живее, той среща Сергей, шофьор на валяк. Всеки от двамата е привлечен с нещо от другия. За Саша Сергей е силен и способен да се справи с всичко в големия град. Чрез малкия музикант работникът може да се докосне до друг, духовен свят. Той изпитва нужда да покровителства слабичкото, впечатлително момче. Напористата колежка на Сергей го ревнува, а майката на Саша смята, че е по-добре синът ѝ да не общува с непознати. Необичайното приятелство е внезапно прекъснато, оставяйки горчивина в душите на двамата.

## В ролите
- Игор Фомченко – малкият Саша
- Владимир Замански – работникът Сергей
- Наталия Архангелская – момичето, влюбено в Сергей
- Марина Аджубей
- Юра Брусер
- Слава Борисов
- Саша Витославски
- Саша Илин
- Коля Казарев
- Гена Клячковски
- Игор Коровиков
- Женя Федченко

## За филма
„Валяк и цигулка“ е дипломната работа на Андрей Тарковки при завършването му на Всесъюзния държавен институт по кинематография (ВГИК). По сценария работи заедно със своя състудент и приятел Андрей Кончаловски. Вадим Юсов разказва, че двамата бъдещи големи режисьори дошли при него, за да го привлекат към своя проект, след като гледали филм, оператор на който бил той. Впоследствие Юсов става сътрудник на Тарковски при заснемането на много от шедьоврите му.
За „Валяк и цигулка“ режисьорът казва, че главното в него е съотношението на жизнената средата и правдивите персонажи. На думите той не отдава особено значение. „В целия филм има 35 фрази“, заявява Тарковски.

## Екип
- Сценарий – Андрей Тарковски, Андрей Кончаловски
- Режисьор – Андрей Тарковски
- Оператор – Вадим Юсов
- Композитор – Вячеслав Овчинников
- Звукорежисьор – Владимир Крачковски
- Художник – Савет Агоян
- Монтаж – Любов Бутузова
- Продуцент – А. Каретин

## Награди
- 1961 г.- Награда от фестивала на студентското кино в Ню Йорк.